# Јагодна (Хвар)
Јагодна је насељено место у саставу града Хвара, на острву Хвару, Сплитско-далматинска жупанија, Република Хрватска.

## Историја
До територијалне реорганизације у Хрватској налазила се у саставу старе општине Хвар. Као самостално насеље, Јагодна постоји до пописа 1981. године. Насеље је затим укинуто, а од пописа 2011. године, поново се води као самостално насеље.

## Становништво
На попису становништва 2011. године, Јагодна је имала 30 становника.
| Број становника по пописима | Број становника по пописима | Број становника по пописима | Број становника по пописима | Број становника по пописима | Број становника по пописима | Број становника по пописима | Број становника по пописима | Број становника по пописима | Број становника по пописима | Број становника по пописима | Број становника по пописима | Број становника по пописима | Број становника по пописима | Број становника по пописима | Број становника по пописима |
| --------------------------- | --------------------------- | --------------------------- | --------------------------- | --------------------------- | --------------------------- | --------------------------- | --------------------------- | --------------------------- | --------------------------- | --------------------------- | --------------------------- | --------------------------- | --------------------------- | --------------------------- | --------------------------- |
| 1857                        | 1869                        | 1880                        | 1890                        | 1900                        | 1910                        | 1921                        | 1931                        | 1948                        | 1953                        | 1961                        | 1971                        | 1981                        | 1991                        | 2001                        | 2011                        |
| 65                          | 0                           | 74                          | 92                          | 84                          | 64                          | 0                           | 48                          | 48                          | 52                          | 47                          | 31                          | 14                          | 0                           | 0                           | 30                          |

Напомена: До 1948. исказивано је као део насеља, а од 1953. до 1981. као насеље. У 1869. подаци су садржани у насељу Свирче (општина Јелса), а у 1921. у насељу Света Недјеља. Види напомену под Свирче (општина Јелса).